# 朱恩钶
松滋荣和王朱恩钶（1457年—1522年），或误作榮邦王，明朝松滋靖简王朱豪垔嫡长子。

## 生平
弘治十一年（1498年），朱豪垔去世。弘治十三年（1500年）十月，明孝宗御奉天殿传诏派懷寧侯孫泰、陽武侯薛倫、崇信伯費柱、彰武伯楊質、興安伯徐盛、南寧伯毛良、武平伯陳勛、懷柔伯施瓚、成安伯郭寧、武進伯朱潔、都察院右副都御史顧佐持節充正使，尚寶司司丞崔璿、吏科給事中周璽、兵科給事中王承裕、刑科給事中任良弼、工科右給事中李祿、中書舍人尹雄、劉鈗、吏部員外郎馮蘭、戶部員外郎張定、工部員外郎宋愷、鴻臚寺左寺丞丁鳳充副使，冊封朱恩鈳為松滋王。
嘉靖元年（1522年），朱恩钶薨。嘉靖四年（1525年）十月，庶次子朱宠洌袭封。

## 评价
- 《弇山堂别集》卷074：寵祿光大，不剛不柔。

## 家庭

### 子孙
- 庶长子辅国将军朱宠𣷿，弘治二年（1489年）三月赐名[5]，十年（1497年）十一月赐诰命冠服，[6]早夭
- 庶次子松滋昭宪王朱宠洌
- 第三子鎮國將軍朱宠汶[7]